# 山本直純
山本 直純（やまもと なおずみ、1932年（昭和7年）12月16日 - 2002年（平成14年）6月18日）は、日本の作曲家、編曲家、指揮者。東京都出身。

## 人物・来歴
東京五反田の至誠病院に生まれ、中野区や大田区や豊島区などを転々として育つ。幼児期から父山本直忠、山田和男（一雄）らによって徹底した早期音楽英才教育を施されたほか、自由学園で羽仁協子や久山恵子、林光、三善晃などと共に早期音楽教育を受ける。自由学園時代の学友の一人に渡辺岳夫がいる。指揮は高校時代から自由学園を借りて毎週日曜に開かれていた齋藤秀雄指揮教室で齋藤秀雄に師事。同時期の同門に、小澤征爾、久山恵子、秋山和慶、飯守泰次郎、尾高忠明らがいる。小澤は後に、「自分は日本に留まって音楽の底辺を広げる。お前は世界の頂点を目指せ」と山本から告げられたことがあった、と語っている。
1951年、東京芸術大学の入試に失敗し、父の弟子である渡辺浦人の元に預けられて渡辺の仕事の手伝いをする。一浪後、1952年に東京芸術大学作曲科に入学、池内友次郎に師事。芸大では1学年上級の打楽器科学生岩城宏之と知り合って意気投合し、岩城とともに本物のオーケストラを指揮したい一念で、学生たちに声をかけまくって学生オケをつくり、岩城と交代で指揮をするようになる。3年生終了後、指揮科へ転じ、渡邉曉雄に師事。1958年、長男出生の年に大学を卒業。指揮科卒業演奏の曲目はブラームス作曲「交響曲第1番」だった。
当初は山本も小澤らと同じように指揮者として世界で活躍することを夢見たこともあったようだが、大学指揮科在学中に眼を患い、視力の著しい低下や、弟や妹を養う必要もあり、大学在学中からテレビや映画の分野に積極的に進出し、ポピュラーからクラシックまで幅広く作曲活動を行うようになる。同時に、テレビなどを通したクラシック音楽の普及・大衆化に力を注いだ。中でも最も知られているのは、1973年から10年間放送されたTBSのテレビ番組『オーケストラがやって来た』の企画・音楽監督・総合司会者として、クラシック初心者でも楽しんでもらえるように、ユーモアを交えた解説を展開したことで知られる。
また、1983年に落成した大阪城ホールのこけら落としとして、当時・毎日放送常務取締役の斎藤守慶営業本部長（後に社長・会長を歴任）とともに「サントリー1万人の第九」を企画する。当時・サントリーの佐治敬三社長の後押しもあり、83年スタート。98年の第16回まで連続して構成・総監督・指揮を務めてきた。このほか、NHKのFMラジオ番組『FMシンフォニー・コンサート』（番組そのものは2007年3月で一旦終了した後、2009年4月から2012年4月まで放送された）の指揮、司会なども務めていた。
1972年には小澤とともに新日本フィルハーモニー交響楽団を結成、指揮者団幹事となり、1972年から14年間にわたり、軽井沢プリンスホテルで『軽井沢音楽祭』を開催。同祭ではさだまさしとの共演が人気の演目となり、「親父の一番長い日」などは軽井沢音楽祭がきっかけとして生まれている。
1979年、1980年には2度にわたり、日本人として初めてボストン・ポップス・オーケストラを指揮している。
山本は人々の心に強く残る明快なメロディーを次々と生み出したが、いずれもシンプルでかつ基礎的技術の高さに裏打ちされている。代表的な作品として、童謡『歌えバンバン』『一年生になったら』、『こぶたぬきつねこ』、TV番組『マグマ大使』、『8時だョ！全員集合』、NHK大河ドラマ『風と雲と虹と』、『武田信玄』、映画『男はつらいよ』のテーマ曲ほか多数。TBSラジオの人気長寿番組『小沢昭一の小沢昭一的こころ』のお囃子（劇中音楽）を担当し、テーマ曲と挿入曲を作曲したことでも知られる。『男はつらいよ』シリーズでは、テーマソング・映画内の音楽を一貫して担当してきたが、第47作『男はつらいよ 拝啓車寅次郎様』以降の3作品は、長男の山本純ノ介と共同で音楽を担当した。クラシック作品では、1974年ニューヨークでの国連デー・コンサートのための国連委嘱作品『天・地・人』のうち『人』を作曲、日本太鼓とオーケストラのためのこの作品は、小澤征爾の指揮で初演され圧倒的成功を収めた。他には『和楽器とオーケストラのためのカプリチオ』、『シンフォック・バラード』などがある。
1975年12月31日放送の『ゆく年くる年』（全民放局同時放送・幹事局は日本テレビ）と1987年3月31日放送の「国鉄最後の日」の関連特番（日本テレビ）では蒸気機関車の汽笛の音を用いて演奏する「蛍の光」で指揮を務めた（後者では最後に蒸気機関車の汽笛の音に合わせて機関士一同が合唱を行った）。2回とも京都市にある梅小路機関区で行われた。
口ひげと黒縁メガネがトレードマークとして知られ、その自由奔放なキャラクターから、タレントとしての一面も備えていた。森永製菓「エールチョコレート」のCMソング『大きいことはいいことだ』、日本船舶振興会（当時）の『火の用心の歌』を手がけた際には、自らCMに出演したほか、NHKや民放の音楽番組やバラエティ番組にもゲストとして度々出演した。1970年には日本万国博覧会にて住友童話館のパピプッペ劇場で市川崑演出により上演された人形劇『つる』（脚本：和田夏十）、『バンパの活躍』（脚本：谷川俊太郎）の音楽を担当した。
音楽関係者の間では「日本の音楽普及に最も貢献したひとり」として高く評価されている。だが一方で、生前は周囲とのトラブルや、1978年8月6日に起こした交通違反スキャンダルなどでのマイナスイメージもあり、生前はその多大な功績に比して世間から必ずしも高い評価を得られない一面もあった。晩年はアマチュアオーケストラのジュニア・フィルハーモニック・オーケストラの指導にも特に力を注いだ。岩城宏之とは無二の親友であった。1999年には、妻の心臓発作を機にキリスト教（カトリック）に入信している。洗礼名はフランシスコといった。こどもさんびか改訂版に「せかいのこどもは」（作曲）を残している。
1998年に鹿児島県南種子町で開催された「トンミーフェスティバル」において作曲を手がけたことが縁となり、楽譜をはじめとした資料、楽器、生活家具などが同町へ寄贈され、南種子町郷土館内に「山本直純音楽記念室」が開設された。
2002年6月18日、急性心不全のため死去。享年69歳。墓所は品川区高福院。

## 不祥事
1978年8月6日無免許で無灯火で車を運転し、検問の警察官を振り切って逃走する事件を起こした。この事件で起訴は免れたがテレビ番組「オーケストラがやって来た」の司会を降板するなど、謹慎を強いられた。

## 親族
父は作曲家で指揮者の山本直忠、弟はパーカッション奏者の山本直喜と ファゴット奏者の山本直親、妹はオルガン奏者の湯浅照子、妻は作曲家の山本正美、長男は作曲家の山本純ノ介、次男はチェリストの山本祐ノ介、その妻でピアニストの小山京子は山下洋輔の親戚という音楽一家である。祖父の山本直良は実業家で軽井沢にある国の重要文化財「旧三笠ホテル」の創業者であり、白樺派の小説家、有島武郎は大叔父に当たる。

## 代表作品

### 劇伴音楽

#### 映画
- 暗黒街の美女（1958年）
- 打倒（1960年）
- 拳銃無頼帖シリーズ（1960年）
- 霧笛が俺を呼んでいる（1960年）
- 幌馬車は行く（1960年）
- 恐怖の魔女（1962年）
- 殺人鬼の誘惑（1963年）
- 男嫌い (1964年)
- 肉体の門（1964年）
- くノ一化粧（1964年、東映）
- 雪国（1965年）
- 兵隊やくざ（1965年）
- クレージー映画シリーズ
  - クレージー大作戦（1966年）※萩原哲晶と共作
  - クレージーのぶちゃむくれ大発見（1969年）※ラスト近くに大木広告社社長役で出演。クレージーのメンバーと共に「大きいことはいいことだ」を歌う。
  - 日本一のヤクザ男（1970年）
  - 日本一のワルノリ男（1970年）
- 殺しの烙印（1967年)
- さそり (1967年、松竹)
- 関東も広うござんす（1967年)
- 七人の野獣シリーズ（1967年）
- 黄金の野郎ども (1967年、日活)
- 赤道を駈ける男 (1968年、日活)
- 男はつらいよシリーズ（1969 - 1995年）※一部作品を山本純ノ介と共作
- ある兵士の賭け（1970年） ※フォーリーブスが歌う劇中主題歌の作曲も担当。
- 喜劇 猪突猛進せよ!!（1971年）
- どうぶつ宝島（1971年）※ムッツリ役で特別出演
- 喜劇 女は男のふるさとヨ（1971年）
- 喜劇 女売り出します（1972年）
- 百万人の大合唱（1972年）
- 東京ド真ン中（1974年）
- 二百三高地（1980年）※音楽監督・指揮
- 原子力発電の夜明け
- 制覇（1982年）
- ビルマの竪琴（1985年）

#### テレビドラマ
- マンモスタワー（1958年、KR）
- 青年の樹（1961年、TBS）
- 七人の孫（1964年 - 1966年、TBS）
- 東芝日曜劇場「栄光の旗」（1965年、TBS）
- 天下の学園（1965年、フジテレビ）
- 氷点（1966年、NET）
- わが心のかもめ（1966年、NHK）
- 太陽の丘（1966年 - 1967年、NHK）
- 嫌い!好き!!（1966年 - 1967年、日本テレビ）
- 男はつらいよ（1968年 - 1969年、フジテレビ）
- 甘柿しぶ柿つるし柿（1969年 - 1970年、TBS）
- ハレンチ学園（1970年 - 1971年、東京12チャンネル）
- ワンパク番外地（1971年、東京12チャンネル）
- 天下御免（1971年 - 1972年、NHK）
- 天下堂々（1973年 - 1974年、NHK）
- あんたがたどこさ（1973年 - 1975年、TBS）
- 大河ドラマ (NHK)
  - 風と雲と虹と（1976年）
  - 武田信玄（1988年）※交響組曲「武田信玄」としてコンサート用アレンジもあり
- 愛と死をみつめて（1978年、TBS）
- 関ヶ原（1981年、TBS）
- マリコ  (1981年、NHK)
- 松本清張の連環（1983年、ANB）
- ロマンス（1984年、NHK）
- ドラマ人間模様 「シャツの店」（1986年、NHK）
- 奇兵隊（1989年、日本テレビ）
- 花燃える日日 -野望の国・第二部-（1990年、日本テレビ）

#### 特撮
- マグマ大使
- 怪奇大作戦

#### アニメ
- もぐらのアバンチュール（1958年、日本最古のTVカラーアニメ）
- ゼロテスター
- 新オバケのQ太郎
- 妖精フローレンス

### テレビ・ラジオ番組用音楽

#### バラエティ
- 8時だョ!全員集合
- お笑い頭の体操
- ミュージックフェア

#### ワイドショー
- 3時のあなた
- 奥さん集合10時はぁーん（RKB毎日放送）[6]

#### ドキュメンタリー
- 日立ドキュメンタリー すばらしい世界旅行
- トヨタ日曜ドキュメンタリー 知られざる世界

#### ラジオ
- 小沢昭一の小沢昭一的こころ - テーマ曲、挿入曲（「お囃子」担当。1973年1月8日の放送開始当初から長年使用された）
- 日立ミュージック・イン・ハイフォニック - テーマソング ※高田敏子の詩を付け、『白い船白い鳥』という曲名でやまがたすみこが歌ったこともある。
- 新日鐵アワー・音楽の森 - 自らパーソナリティ（初代）を担当。

#### CM
- ミユキの歌（御幸毛織）
- 森永エールチョコレート（「大きいことはいいことだ!!」自らも出演。また、わずか2秒ほどの「森永」のサウンドロゴ（口笛で奏される）も作曲。著作権料を得るため、全音符で書かれた）
- 若さだよ、ヤマちゃん！（サントリー）
- ミュンヘン・札幌・ミルウォーキー（サッポロビール）
- 火の用心のうた（日本船舶振興会/日本防火協会） ※月曜日から日曜日まで7バージョンある。山本自身も出演しており、子供たちや当時の笹川良一会長、高見山大五郎に混じって勢い良く纏を振っていた。

### 童謡など
- 一年生になったら
- 歌えバンバン
- こぶたぬきつねこ（作詞も担当）
- だれもしらない - NHK「歌はともだち」から生まれた楽曲
- さあ太陽を呼んでこい
- やきいもグーチーパー
- 地球の子ども - 1971年 第38回NHK全国学校音楽コンクール小学校の部 課題曲
- おーい海！ - 1979年 第46回NHK全国学校音楽コンクール小学校の部 課題曲
- 12月だもん
- 夕日が背中を押してくる
- コックのポルカ

### 歌謡曲
- ハナ肇とクレージーキャッツ『学生節』作曲・編曲
- 谷啓『あんた誰?』作曲・編曲
- 谷啓『プンプン野郎』作曲・編曲
- フォーリーブス『ある兵士の賭け』作曲
- さだまさし『親父の一番長い日』編曲
- モダンチョキチョキズ『THE 絶望行進曲』作曲・編曲

### クラシック
- 和楽器とオーケストラのためのカプリチオ（1963年、日本フィルハーモニー交響楽団の委嘱作品）
- 白銀の栄光 - 1972年札幌オリンピック入場行進曲
- オーケストラのための天・地・人（1974年）- 共作。山本担当は「人」部分。国連委嘱作品
- 歳時記（1982年）
- シンフォニック・バラード（1983年、新日本フィルハーモニー交響楽団の委嘱作品）
- オーケストラのためのデモンストレーション（1983年）
- お菓子な日記（1983年、独唱と管弦楽のための作品）
- 組曲「歳月」（1983年）
- 交響組曲「蒼き狼」（1983年）
- 前奏曲「鷺娘」（1984年）
- 物真似とオーケストラのための協奏曲「動物の四季」（1985年、独唱と管弦楽のための作品）
- 交響詩「四日市」（1985年、混声合唱と管弦楽のための作品）
- 合唱組曲 田園・わが愛（1962年）
- 合唱のための”言葉”の結晶No.1（1964年）
- 合唱幻想曲 友よ 大阪の夜明けを見よう（1984年）
- おーい富士山（1986年）
- 蔵王山上の歌 雲の中に立つ－混声合唱と打楽器のための（1999年）

### ジョーク作品
- 交響曲第45番 ｢宿命」
- ピアノ狂騒曲 「ヘンペラー」
- ヴァイオリン狂騒曲 ｢迷混」

上記3作品は、コロムビアから「山本直純フォエヴァー ～歴史的パロディコンサート」という名前で、その初演がCD化されている。

### 団体歌
- われら（自由民主党党歌）
- 社会党ファンファーレ
- 川崎市民の歌「好きです かわさき 愛の街」
- 東京都中央区の区歌「わがまち」
- 東京都板橋区50周年記念歌「愛するふるさと」
- せとうち賛歌：テレビせとうち（岡山県香川県をエリアとする民間放送局）イメージソング
- 大手前大学学園歌 ｢アルママータ｣
- 松本歯科大学校歌「あゝ渺々の蒼穹に」
- 三菱グループ「三菱讃歌」
- UCC上島珈琲社歌「いざたたかわん」歌唱：尾崎紀世彦
- 三和銀行新行歌
- ゴールドウイン社歌
- 東京都千代田区立お茶の水小学校校歌
- 神戸星城高等学校校歌
- 日本大学習志野高等学校校歌
- 桂川電機株式会社社歌
- れいめい中学校・高等学校校歌
- 川崎重工業株式会社社歌「はばたけ川崎」
- 専修大学松戸高等学校校歌
- 東京都町田市立鶴川第三小学校校歌（谷川俊太郎作詞）
- 東京工学院院歌（石川慎太郎作詞）
- 苫小牧マーガレット幼稚園歌
- 中野スクールオブビジネス専門学校校歌
- 日本電子工学院校歌
- 東京都練馬区立練馬第三小学校校歌
- 藤村女子中学・高等学校校歌

### その他
- 山本直純CD選集～人生即交響楽～CD8枚組（日本音声保存）

## 書籍
- ボクの名曲案内―オーケストラがやって来た（実業之日本社、1975年）
- 音楽で鬱が吹っとぶ本―こんな名曲が気分を変える（KKベストセラーズ、1984年1月）ISBN 9784584005453
- CLASSIC CLIMAX（主婦の友社 CDブックス、1988年8月）ISBN 9784079303903
- MARCH IN MARCH（主婦の友社 CDブックス、1991年2月）ISBN 9784079357135
- 紅いタキシード（東京書籍、1999年12月）ISBN 9784487795260
- オーケストラがやってきた（実業之日本社、2002年11月）ISBN 9784408395043

## 出演
- 音楽の花ひらく（NHK、1967年度）
- NTV紅白歌のベストテン（日本テレビ）- 白組総合司会
- ザ・ガードマン 第316話「うるさい奥さんをうまく殺す方法」（TBS、1971年）- 特別ゲスト
- 百万人の大合唱（東宝、1972年）- 本人役
- 夜のグランドショー（フジテレビ、1972年）- レギュラー
- オーケストラがやってきた（TBS、1972年～1983年）
- FM東京系列「新日鐵アワー・音楽の森」の初代パーソナリティ（1976年～1978年）
- ヤンマーファミリーアワー 飛べ!孫悟空（TBS、1978年）- ゲスト
- 直純のぴあのふぉる亭（テレビ東京、1981年）- レギュラー
- 山本直純のミスターグッディ（文化放送）
- なかよしリズム（NHK教育テレビ、1984年～1988年3月）
- FMシンフォニー・コンサートの初代パーソナリティ（NHKFM、1985年～2002年）